# イェーレ・ファン・ダンメ
イェーレ・フランソワ・マリア・ファン・ダメ（Jelle François Maria Van Damme, 1983年10月10日 - ）は、ベルギー・ロケレン出身の元サッカー選手、ベルギー代表。ポジションはセンターバック、左サイドバック及び守備的ミッドフィルダー、左サイドハーフ。

## 経歴

### クラブ

#### 初期
KSKベーフェレンの下部組織で点取り屋としてキャリアを始め、近隣のスポルティング・ロケレンの下部組織へ移り、2001年にジェルミナル・ベールスホットと契約してジュピラー・プロ・リーグ初出場を飾る。以降をフランキー・ヴァン・デル・エルスト監督の下でリーグ戦7試合、国内カップ戦1試合に出場した。

#### アヤックス
2002年2月26日にベールスホットと提携関係にあるオランダ1部のアヤックス・アムステルダムへ2001-02シーズン終了まで研修生として籍を移す。2軍に当たるヨング・アヤックスでリザーブリーグ優勝とKNVBカップ準決勝進出に貢献すると共に1軍の方にも名を連ねて2002年4月12日の敵地でのスパルタ・ロッテルダム戦で主将のクリスティアン・キヴに代わって後半から初出場を飾ると、FCユトレヒトとのカップ戦決勝戦に帯同。シーズン終了後の5月29日にアヤックスと2年の延長オプション付きで3年契約を締結した。
翌2002-03シーズンは、左サイドバックとしてリーグ戦やUEFAチャンピオンズリーグ 2002-03等で先発の座を掴んでいたが、2002年11月につま先を負傷 し、2003-04シーズンはリーグ優勝のタイトルこそ獲得したものの、マクスウェルの存在から出場機会が制限されていた。そのような厳しい状況下にありながらも、2003年11月に2005年半ばまでの現契約を2007年夏まで延長された。

#### サウサンプトン
マクスウェルの控えとしてアヤックス側は残留を望んでいたものの、より多くの出場機会を求めて 2004年6月9日に移籍金250万ポンドでイングランド1部のサウサンプトンFCと契約する。しかし、グレアム・ル・ソーの存在や定期的な足首の負傷から6試合の出場に制限され、チームも2部へ降格となる。
ブレーメンへの期限付き移籍
2005年6月30日にリュドヴィク・マニャンの後釜として昨季のドイツ1部王者ヴェルダー・ブレーメンと完全移籍のオプション付きで2005-06シーズン終了まで期限付き移籍する。ブレーメンでは、当初レギュラーとしてプレーしていたものの、9月に負った足の付根の怪我によって手術のために離脱を余儀なくされる と、手術から復帰後の出場機会が僅かにとどまった結果、ゼネラル・マネージャーのクラウス・アロフスから買い取りオプションを行使されないことが告げられた。期限付き移籍終了に伴ってサウサンプトンに復帰し、かつてポジション争いを演じたル・ソーの現役引退する事態にあったが、それにもかかわらずファン・ダメの居場所はなかった ため、2006年5月24日にRSCアンデルレヒトと4年契約で個人合意した。

#### アンデルレヒト
2006年6月6日に故郷ベルギーのRSCアンデルレヒトと4年契約を締結し、今度はオリヴィエ・デシャハト（en）と定位置争いを繰り広げることとなる。アンデルレヒトでの4シーズンは、それまでの厳しいものとは打って変わり、2度のリーグ優勝（2度の準優勝）と2008年度の国内カップ戦優勝に貢献し、UEFAチャンピオンズリーグに度々出場する成功したものであり、2008年には2010年までの現契約を2011年6月までに延長することに成功している。なお、2度目のリーグ優勝が決定した2010年4月18日のクラブ・ブルッヘとのプレーオフでは先制点を挙げている。
強豪チームのレギュラーとして支える一方、2008-09シーズンのプレーオフ中にスタンダール・リエージュのDFオグチ・オニェウに対して「猿」と人種的中傷を数度行いう問題行動を起こす。その後、オニェウから訴えられるまで事態は発展した が、2選手の会談の末にファン・ダメが謝罪したことで2011年2月に問題は収束した。

#### ウルヴァーハンプトン・ワンダラーズ
2010年6月1日に1年の延長オプション付きでイングランド1部のウルヴァーハンプトン・ワンダラーズFCと3年契約を締結する。なお、この動きによってサウサンプトンは、アンデルレヒトから次のクラブと契約した際に移籍金が発生した場合にその一部を受け取る契約をしていたことで10-15%に当たる30万ポンドを受け取っている。
ウルブスでは6試合に出場し、9月11日のフラムFC戦で初にして唯一の得点を挙げた以外でチームに影響を与えることが出来ずにいた。そのため、新たなクラブを模索し、クラブ・ブルッヘとクラブ間合意に達した が、最終的に11月9日に移籍金300万ユーロでスタンダール・リエージュと2011年1月1日からの3年半契約を締結した。

#### スタンダール・リエージュ
2011年冬の移籍市場が開始された際にスタンダール・リエージュへ正式に加入すると、すぐさま主将を任されて1月23日の古巣アンデルレヒトとのダービー（0-2）で初出場を飾る。2013年に契約を2016年まで延長した。

#### ロサンゼルス・ギャラクシー
2016年1月26日、ロサンゼルス・ギャラクシーへ移籍した。

#### ロイヤル・アントワープ
2017年8月、ロイヤル・アントワープFCへ移籍した。移籍の主な理由は、自分の子供に近い場所にいたいからだと語った。

#### スポルティング・ロケレン
2019年7月3日、育成組織時代を過ごした地元のスポルティング・ロケレンへ移籍した。ロケレンの破産を受けて退団後は半年以上フリーの状況が続いていたが、2021年2月12日に現役引退を発表した。

### 代表
2003年3月29日にUEFA EURO 2004予選のクロアチア戦（0-4）でベルギー代表として初出場を飾って 以降、2006 FIFAワールドカップ・ヨーロッパ予選、UEFA EURO 2008予選、2010 FIFAワールドカップ・ヨーロッパ予選に出場するも予選突破出来ずにいた。しかし、2014 FIFAワールドカップ・ヨーロッパ予選でついに本大会出場権を勝ち取り、自身は2014年5月13日に予備メンバーに登録された。

### 私生活
自転車競技のエヴィ・ファン・ダメを従姉弟に持つ。
2008年5月31日にテニス選手のエルケ・クライシュテルスとブレーで式を挙げ、2009年に第一子となる長男を授かる。なお、エルスの実姉には、同じくテニス選手のキムがおり、実母のエルス・ヴァンデケッツベーク（Els Vandecaetsbeek）は元体操選手、実父のレオは元サッカー選手でベルギー代表として1986 FIFAワールドカップと1990 FIFAワールドカップのメンバーだった。

## 表記
2002年の日韓W杯以降は、日本では「ファン・ダンメ」と表記されることが多いようだが、現地での発音は「ファン・ダメ」、もしくは「ヴァン・ダム」に近い。

## タイトル

### クラブ
アヤックス・アムステルダム
- エールディヴィジ : 2003-04
- KNVBカップ : 2001-02
- ヨハン・クライフ・スハール : 2002

RSCアンデルレヒト
- ジュピラー・プロ・リーグ : 2006-07, 2009-10
- ベルギーカップ : 2007-08
- ベルギー・スーパーカップ : 2006, 2007

スタンダール・リエージュ
- ベルギーカップ : 2010-11

### 個人
- MLSオールスターゲーム：2016